# Lucas Richman
Lucas Richman, född 31 januari 1964, är en amerikansk kompositör och dirigent. Han är son till den avlidne skådespelaren Peter Mark Richman och morbror till skådespelerskan och sångerskan Julia Lester.